# Energia química

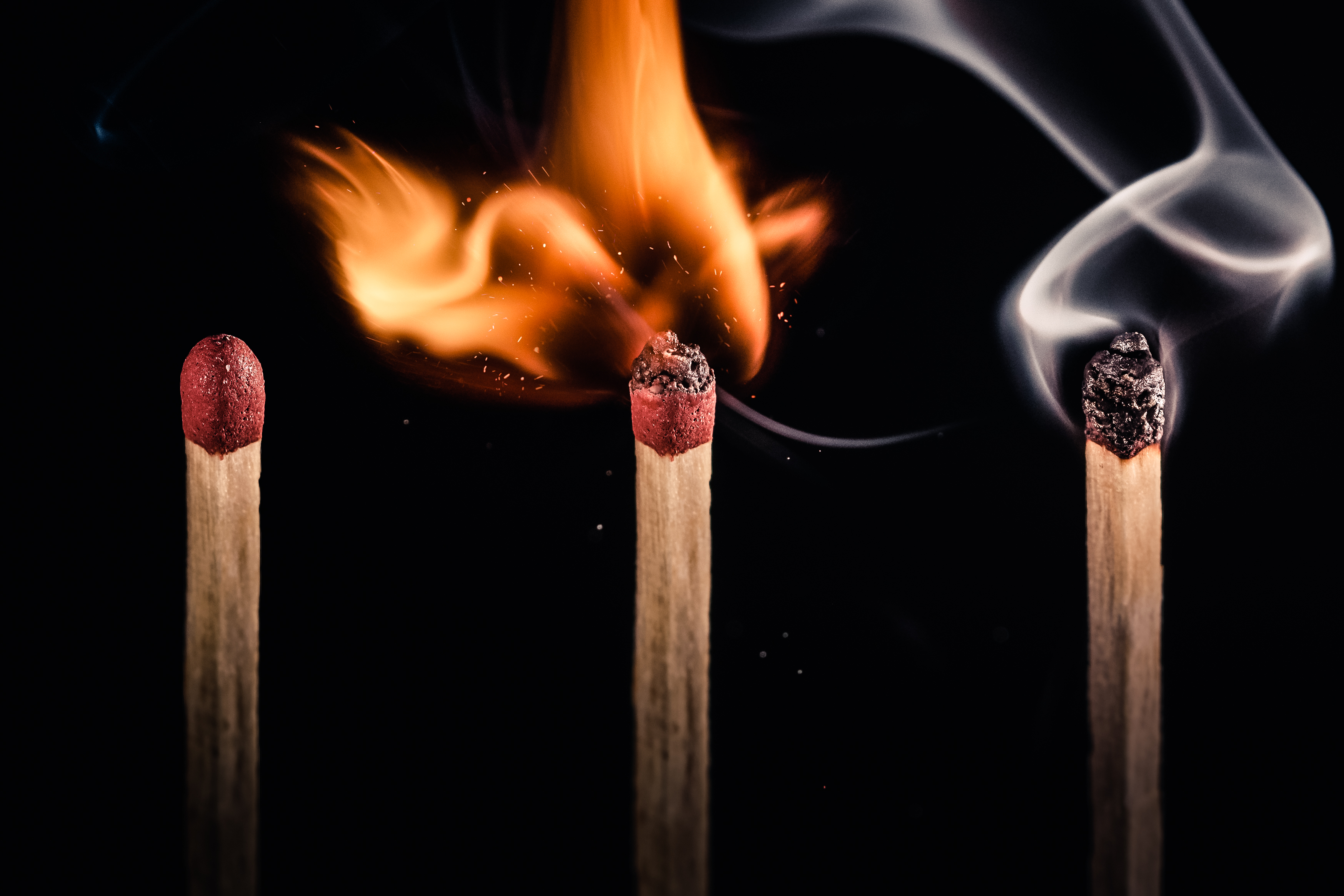
A combustão na cabeça de um palito de fósforo é um exemplo de liberação da energia química contida nas ligações intramoleculares da substância.

Energia química é um tipo de energia potencial armazenada nas ligações químicas entre os átomos da matéria, sendo liberada a partir da quebra dessas ligações. Sua liberação é percebida, por exemplo, numa combustão.

## Exemplos
- A energia potencial química (dos alimentos)  é quando nós comemos e não usamos a energia, ou seja, ela está armazenada (não está em uso). A energia química (dos alimentos) é a energia que está em uso, sendo uma parte transformada e a outra sendo liberada para a natureza em forma de calor.

- A variação de energia em reações químicas sendo endoenergéticas e exoenergéticas ou seja vindo de dentro ou de fora (respectivamente, absorvem ou liberam energia) está relacionada com a ruptura e formação destas ligações químicas entre os átomos das moléculas.

## Análise termoquímica
Tome-se o caso da combustão de hidrogênio com oxigênio. Pelos devidos cálculos, pode-se concluir que esta reação liberta 235 kJ por mol de água formada. Rever os procedimentos abaixo.
kJ mol−1
( mil Joule por cada mol de partículas/átomos/moléculas - neste caso falamos em mol de molécula
A ruptura da ligação simples de uma molécula de hidrogênio (H-H em H2) consome 436 kJ mol−1.

H-H     E= 436 kJ mol−1

A ruptura da ligação dupla de uma molécula de oxigênio (O=O em O2) consome 499 kJ mol−1.

O=O     E= 499 kJ mol−1

A formação das duas ligações simples numa molécula de água (H-O em H2O) liberta 2*460 kJ mol−1.

H-O     E= 460 kJ mol−1
(a energia de dissociação de HO-H e H-O é diferente, pelo que este valor é a média de ambos)

Tomando a equação química com as devidas estequiometrias:
H2 + 1/2 
O2 → 
H2O
Pode-se concluir (subtraindo a energia libertada e somando a energia consumida ou absorvida) que a variação energética é:
( 436 +499/2 -2*460 ) kJ mol−1 =
= - 235 kJ mol−1
ou seja, o sistema liberta 235 kJ por cada mol de água formada.